# Resolutie 1051 Veiligheidsraad Verenigde Naties
Resolutie 1051 van de Veiligheidsraad van de Verenigde Naties werd unaniem door de VN-Veiligheidsraad aangenomen op 27 maart 1996.

## Achtergrond
Op 2 augustus 1990 viel Irak zuiderbuur Koeweit binnen en bezette dat land. De Veiligheidsraad veroordeelde de inval middels resolutie 660 en later kregen de lidstaten carte blanche om Koeweit te bevrijden. Eind februari 1991 was die strijd beslecht en legde Irak zich neer bij alle aangenomen VN-resoluties.

## Inhoud

### Waarnemingen
In resolutie 661 uit 1990 had de Veiligheidsraad aan het Internationaal Atoomenergieagentschap (IAEA) en de Speciale Commissie
gevraagd een mechanisme te ontwikkelen om de wapenverkoop aan Irak op te volgen. Op 7 december 1995 had de Raad een brief ontvangen van de Commissie met de bepalingen daarvan.

### Handelingen
De Veiligheidsraad keurde die bepalingen goed en bevestigde dat het mechanisme niet tussen bestaande akkoorden kon komen. Aan alle landen werd gevraagd informatie over wapenleveringen aan Irak en pogingen van bedrijven om het
mechanisme te omzeilen over te maken aan de gezamenlijke eenheid van de Commissie en het IAEA en het mechanisme zo snel mogelijk in te passen in hun nationale procedures. De Speciale Commissie en het IAEA moesten hun hiervoor binnen de 45 dagen alle nodige informatie bezorgen. De Veiligheidsraad eiste ook dat Irak al zijn verplichtingen onder het mechanisme nakwam. De secretaris-generaal en het IAEA moesten ten slotte periodiek rapporteren over de vooruitgang.

## Verwante resoluties
- Resolutie 949 Veiligheidsraad Verenigde Naties (1994)
- Resolutie 986 Veiligheidsraad Verenigde Naties (1995)
- Resolutie 1060 Veiligheidsraad Verenigde Naties
- Resolutie 1111 Veiligheidsraad Verenigde Naties (1997)

Lijst ·  1036 ·  1037 ·  1038 ·  1039 ·  1040 ·  1041 ·  1042 ·  1043 ·  1044 ·  1045 ·  1046 ·  1047 ·  1048 ·  1049 ·  1050 ·  1051 ·  1052 ·  1053 ·  1054 ·  1055 ·  1056 ·  1057 ·  1058 ·  1059 ·  1060 ·  1061 ·  1062 ·  1063 ·  1064 ·  1065 ·  1066 ·  1067 ·  1068 ·  1069 ·  1070 ·  1071 ·  1072 ·  1073 ·  1074 ·  1075 ·  1076 ·  1077 ·  1078 ·  1079 ·  1080 ·  1081 ·  1082 ·  1083 ·  1084 ·  1085 ·  1086 ·  1087 ·  1088 ·  1089 ·  1090 ·  1091 ·  1092